# Kréta a Kyrenaika

Provincie Kréta a Kyrenaika roku 125

Kréta a Kyrenaika, latinsky Creta et Cyrenaica, řecky Κρήτης καὶ Κυρήνης (latinkou Krítis kaí Kyrínis), byla provincie Římské říše. Rozkládala se na ostrově Kréta a v historickém území Kyrenaika na severoafrickém pobřeží. Kréta je dnes součástí Řecka, Kyrenaika Libye. Hlavním městem byl Gortyn na Krétě. Provincie vznikla již za Římské republiky roku 67 př. n. l. a zanikla okolo roku 297, po Diokleciánově správní reformě. Dioklecián založil samostatnou provincii Kréta, která přešla i do navazující Byzantské říše (viz Byzantské Kréta), Kyrenaiku rozdělil na provincie Libya Superior a Libya Inferior. Roku 642 je dobyli Arabové. Provincie Kréta a Kyrenaika byla roku 36 př. n. l. darována Marcem Antoniem vládkyni Egypta Kleopatře VII., ale po roce 31 př. n. l. byla získána Octavianem (budoucím císařem Augustem) znovu pro Řím. Provincie byla senátorská.